# 海老名市立柏ケ谷小学校
海老名市立柏ケ谷小学校（えびなしりつ かしわがやしょうがっこう）は、神奈川県海老名市柏ケ谷にある公立小学校。

## 沿革
出典
- （昭和39年）
  - 2月28日-柏ケ谷小学校設立
  - 4月1日-海老名町立柏ケ谷小学校開校
  - 5月11日-PTA設立
- （昭和48年）5月1日-学校給食開始

## 学校教育目標
出典
1. 健康でたくましい子
2. 豊かな心、思いやりのある子
3. よく考え、学び合う子

## 通学区域
出典
- 海老名市
  - 柏ケ谷555〜594・609〜696・706〜713・856〜1000・1032〜1150
  - 上今泉6丁目40番〜46番・52番〜59番
  - 東柏ケ谷1丁目〜3丁目

## 進学中学校
出典
- 海老名市
  - 海老名市立柏ケ谷中学校

## アクセス
出典
1. 相鉄線かしわ台駅改札でて左手に進む。
2. 2つ目の信号左折する。
3. 道なりに進む。徒歩2〜3分。